# Långbergstjärnen, Hälsingland
Långbergstjärnen är en sjö i Ljusdals kommun i Hälsingland och ingår i Dalälvens huvudavrinningsområde.